# Elice
Elice är en ort och kommun i provinsen Pescara i regionen Abruzzo i Italien. Kommunen hade 1 707 invånare (2018).